# خنکای ختم خاطره
خنکای ختم خاطره نمایش‌نامه‌ای نوشتهٔ حمیدرضا آذرنگ در سال ۱۳۸۸ است که نخستین بار به کارگردانی نیما دهقان به روی صحنه رفت. این نمایشنامه دربارهٔ کشته شدگان جنگ ایران و عراق و روانشناسی اجتماعی مردم آسیب دیده از جنگ است. تئاتر نیما دهقان اثری فرم گرا و سمبلیک بود و در جشنواره تئاتر فجر پنج جایزه از هفت جایزه بخش بین‌الملل جشنواره بین‌المللی تئاتر فجر را به دست آورد و سپس در مجموعه ایرانشهر به صحنه رفت.
مفهوم «زمان» در نمایشنامه و نیز فرم اجرای این اثر ویژگی خاصی دارد. «زمان» در این نمایشنامه آغاز دارد ولی پایان ندارد؛ مبدأ زمانی آغاز جنگ است، اما تواتر پیامدهای آن تا ابد ادامه می‌یابد. نیما دهقان نیز این ویژگی را به حالت تصویری درآورده و دیوارهایی را صحنه به صحنه، در فاصلهٔ تعویض صحنه‌ها می‌افزاید که در نهایت مانند یک ماز یا پازل صحنه را فرا می‌گیرند. دیوارها نشان‌دهندهٔ گذشت زمان هستند، هم‌چنین می‌توانند در اشاره به کوچک‌تر شدن دنیا و ایجاد بن‌بستی که هیچ حرکتی در آن ممکن نیست باشد. طراحی صحنه این نمایش از منوچهر شجاع بود که جایزه طراحی صحنه بیست و هشتمین جشنواره تئاتر فجر را نیز دریافت کرد.
حمیدرضا آذرنگ این نمایشنامه را سال 1396 به کارگردانی خودش و با بازی فاطمه معتمدآریا، امین میری، سارا شاهرودیان، بهنام شرفی، علی سلیمانی در سالن سمندریان تماشاخانه ایرانشهر اجرا کرد. در این اجرا الهام شعبانی طراح لباس، رضا مهدیزاده طراح صحنه و آوا فیاض مدیر تبلیغات و مشاور رسانه‌ای بودند.
فاطمه معتمدآریا برای بازی در این نمایش جایزه بهترین بازیگر زن سی‌وهفتمین جشنواره تئاتر فجر را دریافت کرد.
این نمایشنامه در سال ۱۳۸۸ به درخواست بنیاد حفظ آثار و ارزش‌های دفاع مقدس نوشته شد. حمیدرضا آذرنگ جایزه نخست نویسندگی در بخش بین‌الملل بیست و هشتمین جشنواره تئاتر فجر را برای این اثر گرفت. نیما دهقان نیز جایزه بهترین کارگردانی را به دست آورد.

## خلاصه داستان
سربازی به نام یوسف که در کما به سر می‌برد، همه چیزش از بین رفته و فقط چشم و دلش سالم مانده‌اند. فرشته‌ای واسطهٔ آمدن او از عالم برزخ به زمین (دنیای زندگان) می‌شود. یوسف در زمین خانواده‌هایی را می‌بیند که هر یک منتظر یوسف مفقودالاثر خودشان هستند. مأموران بنیاد شهید هر چه بیشتر تلاش می‌کنند تا والدین اصلی یوسف را بیابند، با متقاضیان بیشتری روبرو می‌شوند و این روند به گونه‌ای فزاینده و بدون پایان تا انتها ادامه می‌یابد.
یوسف به شرط آنکه در زمین هرگز لب به سخن نگشاید، اجازه پیدا می‌کند پس از ۲۵ سال به زمین و نزد زندگان بازگردد. با پخش خبر زنده شدن شهید، خانواده‌های زیادی می‌گویند که این شهید زنده شده متعلق به آنان است و خنکای ختم خاطره زندگی این خانواده‌ها و مشکلات آنان را به نمایش می‌گذارد.

## حمله به نمایش در جشنواره تئاتر مقاومت
در سال ۱۳۸۹ خنکای ختم خاطره که قرار بود در جشنواره سیزدهم تئاتر ملی مقاومت در آبادان، در بخش غیر رقابتی اجرا شود، با حمله افراد ناشناس متوقف شد. این نمایش به دعوت اداره کل فرهنگ و ارشاد اسلامی استان خوزستان و دبیرخانه جشنواره دعوت شده بود. پس از اجرای پرتماشاگر روز اول و استقبال مردم، مخالفان واکنش‌های مختلفی نشان دادند و افراد ناشناس با ارسال پیام‌هایی گروه را تهدید کردند که در صورت ادامهٔ اجرا با گروه برخورد می‌کنند. شب دوم نمایش با مقداری تأخیر به صحنه رفت و در نیمهٔ اجرا با خاموش شدن ناگهانی چراغ‌های سالن و حمله نیروهای لباس شخصی اجرا متوقف شد و این مسئله سبب اعتراض تماشاگران شد.

## اجراهای کارگردانان دیگر
- ۱۳۹۲ - به کارگردانی سعید توکلی[۸]
- ۱۳۹۲ - به کارگردانی ابراهیمی[۹]
- ۱۳۹۵ – به کارگردانی محسن سپاسی[۱۰]
- این نمایش در یزد نیز با کارگردانی محسن حائری زاده به روی صحنه رفته‌است.
- ۱۳۹۶ - به کارگردانی حامد ادوای (جشنواره تئاتر شهر تهران)
- ۱۳۹۷ - اجرای عموم به کارگردانی حامد ادوای

## جایزه‌ها
- پنج جایزه از هفت جایزه بخش بین‌الملل بیست و هشتمین جشنواره بین‌المللی تئاتر فجر:[۲][۳]
- جایزه بزرگ جشنواره تئاتر فجر شامل تندیس، دیپلم افتخار و مبلغ ۴۰۰۰ دلار
- تندیس جشنواره، دیپلم افتخار و مبلغ ۲۵۰۰ دلار برای بهترین نمایشنامه، برای حمیدرضا آذرنگ
- تندیس جشنواره، دیپلم افتخار و مبلغ ۲۵۰۰ دلار برای بهترین کارگردانی، برای نیما دهقان
- تندیس جشنواره، دیپلم افتخار و مبلغ ۱۵۰۰ دلار در بخش موسیقی برای فرشاد فزونی
- تندیس جشنواره، دیپلم افتخار و مبلغ ۱۵۰۰ دلار در بخش طراحی صحنه برای منوچهر شجاع
- برترین بازیگر مرد تئاتر سال ۸۸ در هفتمین دوره جشن بازیگر تئاتر (جشن شب بازیگر) برای بازی حمیدرضا آذرنگ[۱۱]
- بهترین کارگردان جشنواره تئاتر شهر تهران در سال ۹۶ برای حامد ادوای
- بهترین بازیگر مرد جشنواره تئاتر شهر تهران در سال ۹۶ برای محمدرضا ایمانیان
- بهترین بازیگر زن جشنواره تئاتر شهر تهران در سال ۹۶ برای مرضیه موسوی
- برنده تندیس بهترین طراحی لباس جشنواره تئاتر شهر تهران در سال ۹۶ برای پگاه ترکی
- اثر برگزیده جشنواره تئاتر شهر تهران سال ۹۶